# Комедія-балет
Комедія-балет (фр. comédie-ballet) — театральний жанр, який поєднує діалог, танець, пантоміму, інструментальну та вокальну музику задля посилення сатири, відчуття гротескно-комічного трактування теми. Жанр запровадив Мольєр. Першою комедією-балетом була його п’єса «Настирливі» (фр. «Les fâcheux»), написана для урочистого спектаклю на честь Людовіка XIV, який відбувся у замку Во-ле-Віконт у 1661 році. Загалом Мольєр у співпраці з композиторами Жаном Батістом Люллі, Марком Антуаном Шарпантьє, балетмейстером П'єром Бошаном, декоратором Г. Вігаранті створив шістнадцять п’єс у жанрі комедії-балету («Шлюб із примусу», «Принцеса Елідська», «Любов-цілителька», «Комічна пастораль», «Жорж Данден», «Пан де Пурсоньяк», «Міщанин-шляхтич», «Хворий, та й годі» та ін.). Комедії-балети вплинули на розвиток музичного театру Франції, зокрема, комічної опери XVIII століття та пантомімічного балету. 